# Julius Weingarten
Julius Weingarten (Berlim, 2 de março de 1836 — Freiburg im Breisgau, 16 de junho de 1910) foi um matemático alemão.
Contribuiu com a geometria diferencial de superfícies, por exemplo com as equações de Weingarten.
Foi palestrante convidado do Congresso Internacional de Matemáticos em Heidelberg (1904: Ein einfaches Beispiel einer stationären und rotationslosen Bewegung einer tropfbaren schweren Flüssigkeit mit freier Begrenzung).